# Culex inatomii
Culex inatomii is een muggensoort uit de familie van de steekmuggen (Culicidae). De wetenschappelijke naam van de soort is voor het eerst geldig gepubliceerd in 1974 door Kamimura & Wada.